# Cavan Sullivan
Cavan Sullivan (Philadelphia, 28 september 2009) is een Amerikaans voetballer die bij voorkeur als aanvallende middenvelder speelt. Hij speelt bij Philadelphia Union.

## Clubcarrière
Sullivan werd geboren in Philadelphia en speelde in de jeugdopleiding van Philadelphia Union. Op 9 mei 2024 tekende hij een profcontract. Op 17 juli 2024 debuteerde hij in de Major League Soccer tegen New England Revolution.